# Nocera Inferiore
Nocera Inferiore er en italiensk by i Campania i Salerno-provinsen. Byen har 44.037 (2023) indbyggere og er beliggende på jernbanen mellem Napoli og Salerno.